# Track Night NYC 2022
Die Track Night NYC 2022 war eine Leichtathletik-Veranstaltung die am 20. Mai 2022 im Icahn Stadium in New York City stattfand. Es war Teil der World Athletics Continental Tour zählte zu den Bronze-Meetings, der dritthöchsten Kategorie dieser Leichtathletik-Serie.

## Resultate

### Männer

#### 800 m
| Platz                    | Athlet               | Land | Zeit (min) |
| ------------------------ | -------------------- | ---- | ---------- |
| 1                        | Festus Lagat         | KEN  | 1:45,02    |
| 2                        | Edose Ibadin         | NGR  | 1:46,29    |
| 3                        | Vincent Crisp        | USA  | 1:46,34    |
| 4                        | Cade Flatt           | USA  | 1:46,51    |
| 5                        | Abraham Alvarado     | USA  | 1:47,82    |
| 6                        | Luciano Fiore        | USA  | 1:48,16    |
| 7                        | Daniel Nixon         | USA  | 1:48,75    |
| 8                        | Josh Hoey            | USA  | 1:49,59    |
|                          | CJ Jones (Pacemaker) | USA  | DNF        |
| Robert Downs (Pacemaker) | USA                  | DNF  |            |

#### 1500 m
| Platz | Athlet                   | Land | Zeit (min) |
| ----- | ------------------------ | ---- | ---------- |
| 1     | Eric Holt                | USA  | 3:40,95    |
| 2     | Kendall Muhammad         | USA  | 3:41,76    |
| 3     | Eric Lutz                | CAN  | 3:41,87    |
| 4     | Alec Purnell             | CAN  | 3:42,32    |
| 5     | Spencer Brown            | USA  | 3:42,55    |
| 6     | Benjamin Allen           | USA  | 3:43,03    |
| 7     | Liam Dee                 | GBR  | 3:43,67    |
| 8     | Ian Ritchie              | USA  | 3:44,18    |
| 9     | Corey Bellemore          | CAN  | 3:45,03    |
| 10    | Robby Andrews            | USA  | 3:45,81    |
| 11    | Kevin Kelly              | IRL  | 3:47,07    |
| 12    | Bryce Richards           | USA  | 3:49,15    |
| 13    | Thomas Cooke             | USA  | 3:51,39    |
|       | Festus Lagat (Pacemaker) | KEN  | DNF        |

#### 5000 m
| Platz | Athlet                     | Land | Zeit (min) |
| ----- | -------------------------- | ---- | ---------- |
| 1     | Tim McGowan                | USA  | 13:49,00   |
| 2     | Ernie Pitone               | USA  | 13:50,13   |
| 3     | José Juan Esparza          | MEX  | 13:50,60   |
| 4     | Ryan Mahalsky              | USA  | 13:52,18   |
| 5     | Ryan Kutch                 | USA  | 13:53,06   |
| 6     | Mitchell Ubene             | CAN  | 13:53,89   |
| 7     | Nicholas Bannon            | CAN  | 14:07,21   |
| 8     | Phillipe Morneau-Cartier   | CAN  | 14:07,44   |
| 9     | Jonathan Tedeschi          | CAN  | 14:07,87   |
| 10    | John Perrier               | CAN  | 14:10,94   |
| 11    | Ben Harper                 | USA  | 14:25,11   |
| 12    | Ryan Forsyth               | IRL  | 14:26,57   |
| 13    | Aaron Dinzeo               | USA  | 14:29,06   |
| 14    | Alejandro Díaz             | MEX  | 14:42,34   |
| 15    | Ethan Gonzalez             | USA  | 14:54,56   |
|       | Victor Palumbo (Pacemaker) | USA  | DNF        |

Zusammenfassung der besten acht aus drei Zeitläufen.

#### 3000 m Hindernis
| Platz                       | Athlet               | Land | Zeit (min) |
| --------------------------- | -------------------- | ---- | ---------- |
| 1                           | Jean-Simon Desgagnés | CAN  | 8:22,95    |
| 2                           | Travis Mahoney       | USA  | 8:24,89    |
| 3                           | Isaac Updike         | USA  | 8:27,88    |
| 4                           | Brody Smith          | USA  | 8:28,60    |
| 5                           | Brandon Doughty      | USA  | 8:30,80    |
| 6                           | Julius Diehr         | USA  | 8:32,02    |
| 7                           | Jordan Mann          | USA  | 8:34,02    |
| 8                           | Samuel Gerstenbacher | USA  | 8:38,94    |
| 9                           | Nathan Mylanek       | USA  | 8:40,03    |
| 10                          | Simon Grannetia      | NED  | 8:55,29    |
|                             | Patrice Labonte      | CAN  | DNF        |
| Dominic Palermo (Pacemaker) | USA                  | DNF  |            |

### Frauen

#### 800 m
| Platz | Athletin                      | Land | Zeit (min) |
| ----- | ----------------------------- | ---- | ---------- |
| 1     | Juliette Whittaker            | USA  | 1:59,80    |
| 2     | Olivia Baker                  | USA  | 1:59,90    |
| 3     | Brenna Detra                  | USA  | 1:59,94    |
| 4     | Sadi Henderson                | USA  | 2:00,00    |
| 5     | Nikki Hiltz                   | USA  | 2:00,27    |
| 6     | Sophia Gorriaran              | USA  | 2:00,65    |
| 7     | Adelle Tracey                 | JAM  | 2:00,79    |
|       | Rachael Walters (Pacemakerin) | USA  | DNF        |

#### 1500 m
| Platz | Athletin                   | Land | Zeit (min) |
| ----- | -------------------------- | ---- | ---------- |
| 1     | Alma Cortes                | MEX  | 4:06,06 PB |
| 2     | Nikki Hiltz                | USA  | 4:07,36    |
| 3     | Molly Sughroue             | USA  | 4:07,37    |
| 4     | Yolanda Ngarambe           | SWE  | 4:07,86    |
| 5     | Erin Teschuk               | CAN  | 4:11,21    |
| 6     | Lenuța Simiuc              | ROU  | 4:12,24    |
| 7     | Emily Brooks-Richards      | USA  | 4:12,40    |
| 8     | Madeleine Berkson          | USA  | 4:13,00    |
| 9     | Melissa Lodge              | USA  | 4:14,29    |
| 10    | Jamie Morrissey            | USA  | 4:16,53    |
| 11    | Claudia Saunders           | FRA  | 4:20,03    |
| 12    | Karisa Nelson              | USA  | 4:22,97    |
|       | Denae Rivers (Pacemakerin) | USA  | DNF        |

#### 5000 m
| Platz | Athletin                      | Land | Zeit (min) |
| ----- | ----------------------------- | ---- | ---------- |
| 1     | Marielle Hall                 | USA  | 15:29,80   |
| 2     | Grace Moore                   | USA  | 15:30,98   |
| 3     | Abbey Wheeler                 | USA  | 15:32,81   |
| 4     | Amber Zimmerman               | USA  | 15:37,49   |
| 5     | Emma Grace Hurley             | USA  | 15:42,94   |
| 6     | Walerija Sinenko              | UKR  | 15:44,99   |
| 7     | Elena Hayday                  | USA  | 16:03,83   |
| 8     | Emile de La Bruyere           | USA  | 16:05,17   |
| 9     | Emma Spencer                  | USA  | 16:07,75   |
| 10    | Jenna Mulhern                 | USA  | 16:18,00   |
| 11    | Laura Campbell                | USA  | 16:22,26   |
| 12    | Sydney Leiher                 | USA  | 16:36,66   |
| 13    | Veronica Eder                 | USA  | 16:43,59   |
| 14    | Nikki Long                    | USA  | 16:45,00   |
| 15    | Kelsey Beckmann               | USA  | 16:49,40   |
|       | Allie Ostrander (Pacemakerin) | USA  | DNF        |

#### 3000 m Hindernis
| Platz | Athletin                      | Land | Zeit (min) |
| ----- | ----------------------------- | ---- | ---------- |
| 1     | Elizabeth Bird                | GBR  | 09:30,57   |
| 2     | Alexina Teubel                | USA  | 09:32,81   |
| 3     | Carmen Graves                 | USA  | 09:37,73   |
| 4     | Alicja Konieczek              | POL  | 09:41,54   |
| 5     | Judi Jones                    | USA  | 09:44,49   |
| 6     | Jessy Lacourse                | CAN  | 09:49,61   |
| 7     | Catherine Beauchemin          | CAN  | 09:56,10   |
| 8     | Caroline Austin               | USA  | 09:56,98   |
| 9     | Corinne Fitzgerald            | USA  | 10:06,80   |
|       | Allie Ostrander (Pacemakerin) | USA  | DNF        |